# United States Army Rangers

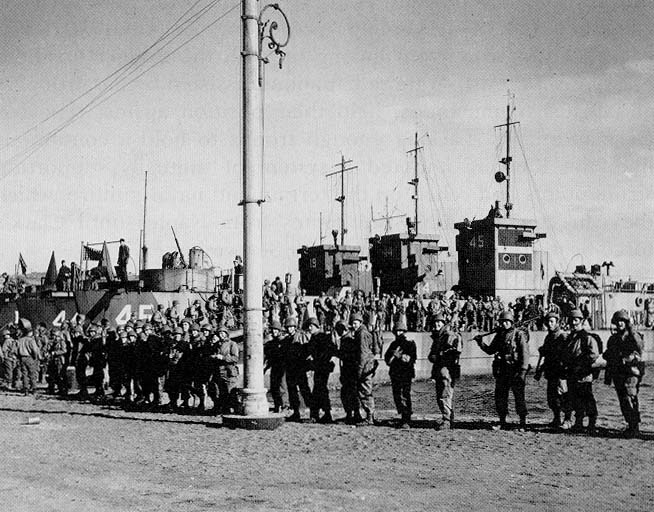
El 3r Batalló Ranger a Anzio, dues setmanes abans de ser aniquilat.

Els United States Army Rangers són formacions d'infanteria lleugera d'elit utilitzades per l'exèrcit americà que tenen l'origen en unitats existents abans de la independència dels Estats Units.

## Història
Els Rangers són formacions d'infanteria lleugera d'elit utilitzades ja per l'exèrcit colonial americà durant les diferents confrontacions que hi va haver abans de la independència dels Estats Units. Es van donar a conèixer durant la Guerra dels Set Anys contra els francesos; més tard s'enfrontarien amb els indis autòctons. També van participar en la Guerra de la Independència dels Estats Units. La seva vàlua com a formació bèl·lica va comportar que fins i tot els anglesos utilitzessin regiments de rangers (com és el cas del Regiment dels Rangers de la Reina, format el 1776). Després d'aquests conflictes els rangers van desaparèixer.
Però el 1942, quan l'exèrcit americà ja havia entrat en la Segona Guerra Mundial, els americans es van fixar en l'eficàcia amb la qual combatien els comandos britànics. L'exèrcit americà estava mancat d'unitats d'elit i va decidir formar els seus propis comandos, que van batejar amb el nom de rangers en honor dels antics soldats americans ja citats. El juny de 1942, prop de 500 voluntaris de la 1a i de la 34a divisions cuirassades van formar el 1r Batalló de Rangers a Irlanda del Nord, sota el comandament d'un major d'artilleria de la 34a divisió cuirassada, anomenat William O. Darby. Els nous rangers haurien d'entrenar-se en l'exigent escola de comandos situada a Escòcia. Els desembarcaments aliats als territoris africans de la nova França de Vichy van ser el bateig de foc del primer Batalló on van demostrar la seva vàlua i el seu estatus d'unitat d'elit. En vista de l'èxit en la campanya de Tunis, l'exèrcit americà va decidir formar nous batallons de rangers.
- Batallons Ranger

1. El 2n Batalló de Rangers es formaria als Estats Units l'abril del 1943 i seria batejat en foc durant els desembarcaments de Normandia en la sagnant Omaha Beach i en Point du Hoc.[6]
2. El 3r i 4t Batallons Rangers es formarien a l'Àfrica amb seccions del 1r Batalló i dispararien els seus primers cartutxos durant el seu desembarcament a Sicília el juliol de 1943.
3. El 5è Batalló Ranger també es formaria el 1943, el mes de setembre, als Estats Units. Com el 2n Batalló, la seva primera acció serien els desembarcaments de Normandia.
4. El 6è Batalló Ranger, a diferència dels anteriors, es va formar al Pacífic l'agost del 1944, on lluitaria per a l'alliberació de les illes Filipines entre 1944 i 1945.[7][8]

Malgrat la gran importància dels rangers en la guerra, algunes de les seves seccions serien mal utilitzades com a infanteria de primera línia: va ser el cas dels paracaigudistes, els comandos britànics i el Special Air Service. El problema de les unitats de rangers és que prescindien de l'artilleria, ja que eren unitats lleugeres amb la funció d'infiltrar-se en el camp enemic i causar-hi la quantitat més gran de baixes i pèrdues, amb la intenció de no perdre cap home. És per això que en caurien molts en combat, ja que no estaven entrenats per al combat directe i a més comptaven amb un fort desavantatge: la poca quantitat d'efectius en comparació amb la resta d'unitats de l'exèrcit. Exemples d'aquests mals usos serien els problemes d'Anzio, on el 1r i el 3r Batallons Ranger van ser aniquilats per les unitats panzer alemanyes, cosa contra la qual els rangers no estaven equipats. En vista de la pèrdua d'aquests batallons, el 4t Batalló Ranger es va dissoldre (les seves unitats anirien a parar majoritàriament a la 1a Força d'Operacions Especials). La resta de batallons també patirien grans baixes.
Després d'aquestes pèrdues, el coronel Darby dirigiria un escamot de la 10a Divisió de Muntanya, que cauria una setmana abans del final de la guerra.